# Demain (chanson de Thomas Dutronc)
Pour les articles homonymes, voir Demain.
Clip vidéo
[vidéo] « Demain - Thomas Dutronc », sur YouTube
[vidéo] « Demain - Dutronc & Dutronc (live) », sur YouTube
Demain est une chanson française pop folk de l'auteur-compositeur-interprète Thomas Dutronc, single extrait de ses albums Silence on tourne, on tourne en rond de 2011,, et Dutronc & Dutronc de 2022.

## Histoire

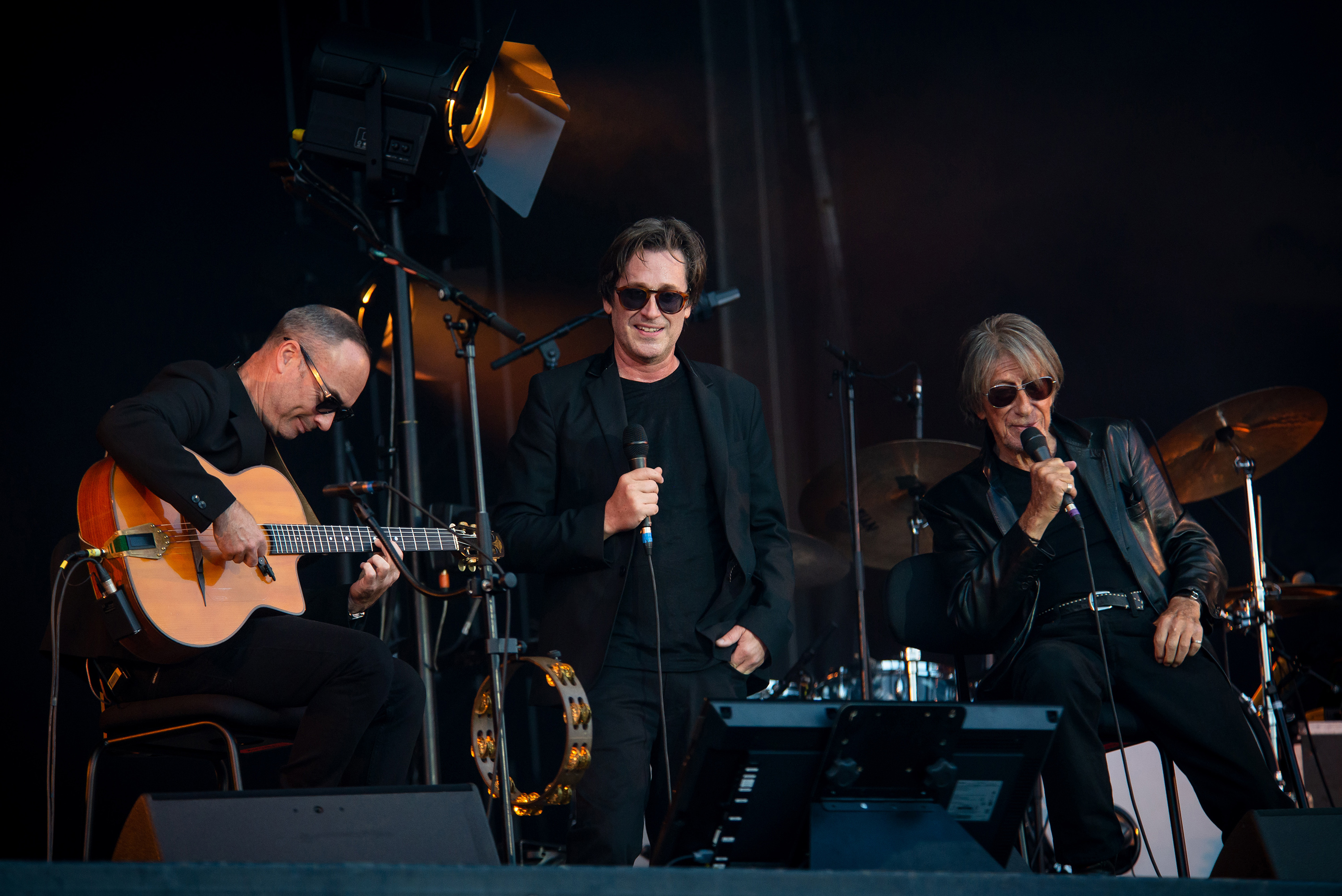
Thomas et Jacques Dutronc (père et fils) en tournée Dutronc & Dutronc en 2022.

Thomas Dutronc compose et écrit cette chanson pour son second album Silence on tourne, on tourne en rond, sur le thème d'« une vie oisive, désinvolte, heureuse et festive », avec son « humour ironique, espiègle et désinvolte, à la Dutronc » hérité de son père Jacques Dutronc,, « Demain j'arrêterai, demain je m'y mettrai, j'fous rien, je rêve à la fenêtre, un jour, faudrait que je m'y mette, mais il y a de la vie tous les soirs, y'a des filles dans les bars, allez viens, demain sera trop tard... ».
Son album Silence on tourne, on tourne en rond est 2e meilleure vente d'album en France. 

## Reprises et adaptations
Ce tube est repris par Thomas Dutronc en duo avec son père Jacques Dutronc, pour leurs albums communs Dutronc & Dutronc, de 2022 et Dutronc & Dutronc - La tournée générale ! de 2023.

## Clip
Le clip est tourné avec Thomas Dutronc, avec de nombreuses images sur sa vie partagée entre Paris et la Corse,,.